# Abierto Mexicano de Tenis 1996
L'Abierto Mexicano de Tenis 1996, conosciuto anche con il nome di Abierto Mexicano Telcel 1996 per ragioni di sponsorizzazione, è stato un torneo di tennis giocato sulla terra rossa. È stata la 4ª edizione del torneo, facente parte della categoria World Series nell'ambito dell'ATP Tour 1996. Il torneo si è giocato a Città del Messico, in Messico, dal 4 marzo all'11 marzo 1996.

## Campioni

### Singolare
Thomas Muster ha battuto in finale  Jiří Novák, 7–6(3) 6-2
- È stato il 1º titolo stagionale nei tornei di singolare per Muster, nonché il suo 36º titolo in carriera.

### Doppio
Donald Johnson /  Francisco Montana hanno battuto in finale  Nicolás Pereira /  Emilio Sánchez, 6-2 6-4
- Per Johnson è stato il 1º titolo stagionale, nonché il suo 1º in carriera; per Montana è stato il suo 1º titolo stagionale, nonché il suo 4º titolo in carriera.